# Пичпандинское сельское поселение
Пичпандинское се́льское поселе́ние — муниципальное образование в Зубово-Полянском районе Мордовии Российской Федерации.
Административный центр — село Пичпанда.

## История
Статус и границы сельского поселения установлены Законом Республики Мордовия от 7 февраля 2005 года № 12-З «Об установлении границ муниципальных образований Зубово-Полянского муниципального района, Зубово-Полянского муниципального района и наделении их статусом сельского поселения, городского поселения и муниципального района».

## Население
| 2002 | 2010 | 2012 | 2013 | 2014 | 2015 | 2016 |
| ---- | ---- | ---- | ---- | ---- | ---- | ---- |
| 766  | ↘654 | ↘633 | ↘596 | ↘580 | ↘558 | ↘544 |
| 2017 | 2018 | 2019 | 2020 | 2021 |      |      |
| ↘521 | ↘509 | ↘491 | ↘489 | ↘464 |      |      |

## Состав сельского поселения
| № | Населённый пункт | Тип населённого пункта       | Население |
| - | ---------------- | ---------------------------- | --------- |
| 1 | Пичпанда         | село, административный центр | ↘464      |